# San Isidro Air Base
San Isidro Air Base är en flygbas i Dominikanska republiken. Den ligger i den sydöstra delen av landet, 24 km öster om huvudstaden Santo Domingo. San Isidro Air Base ligger 33 meter över havet.
Terrängen runt San Isidro Air Base är platt. Havet är nära San Isidro Air Base söderut. Närmaste större samhälle är San Antonio de Guerra, 8,9 km nordost om San Isidro Air Base. Omgivningarna runt San Isidro Air Base är en mosaik av jordbruksmark och naturlig växtlighet.